# Tjarco Cuppens
Tjarco Cuppens (Hulsberg, 20 mei 1976) is een Nederlands voormalig wielrenner. Cuppens debuteerde bij de professionals in september 2000 als stagiair bij de Belgische wielerploeg Flanders-Prefetex. In 2001 nam Cuppens deel aan verschillende grote wielerkoersen, waaronder Omloop Het Volk, E3-Prijs Harelbeke en Gent-Wevelgem. Van 2002 tot en met 2004 kwam Cuppens uit voor de Duitse wielerploeg ComNet-Senges.
Tussen 2005 en 2009 reed Cuppens bij de Elite zonder contract. Hij won in 2006 het UCI Wereldkampioenschap op de weg Masters 30 tot 34 jaar in St. Johann in Tirol.
In 2010 kwam Cuppens uit voor de Luxemburgse ploeg Continental Team Differdange en in 2011 en 2012 voor Fuji-Cyclingtime.com uit Taiwan.

## Belangrijkste overwinningen
1998
- Jongerenklassement Prueba Challenge Lloret de Mar

1999
- Le Samyn - Fayt-Le-Franc
- Sprintklassement Ronde van Namen

2000
- 1e etappe An Post Rás

2002
- Sprintklassement Ronde van Japan

2006
- UCI Wereldkampioenschap op de weg Masters (30-34 jr.)

2009
- 4e etappe Ras Mumhan
- Sprintklassement Flèche du Sud

2011
- 1e etappe Ronde van Oost-Taiwan

2012
- Nationaal Kampioenschap Singapore Tijdrijden
- 1e etappe Ronde van Bintan

2013
- Nationaal Kampioenschap Singapore op de weg

2014
- 1e etappe Ronde van Bintan